# Paecilomyces lilacinus
Paecilomyces lilacinus är en svampart som först beskrevs av Thom, och fick sitt nu gällande namn av Samson 1974. Paecilomyces lilacinus ingår i släktet Paecilomyces och familjen Trichocomaceae.   Inga underarter finns listade i Catalogue of Life.

## Källor

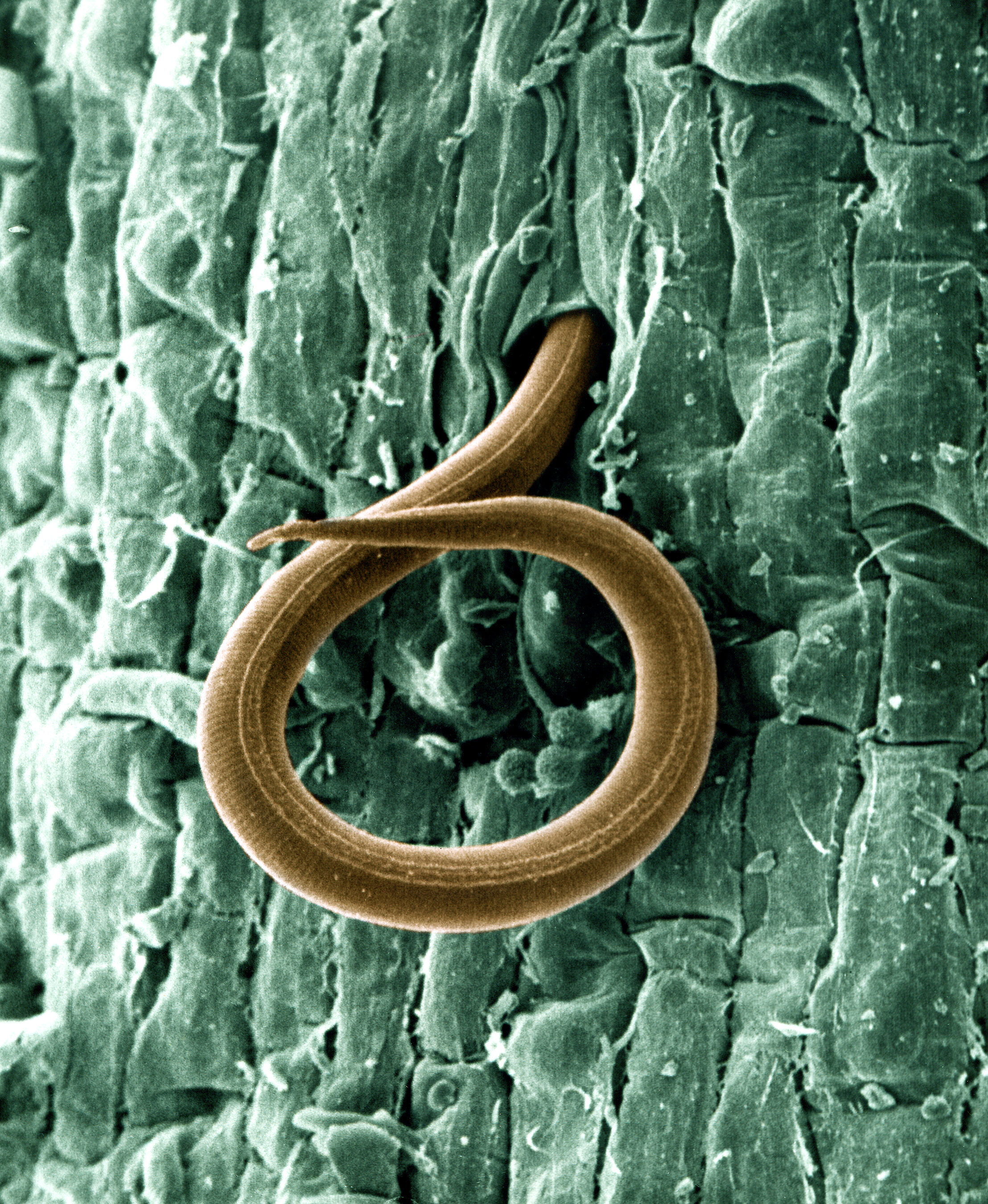